# Szakamoto Riho
Szakamoto Riho (坂本 理保; Hepburn: Sakamoto Riho) (Tocsigi prefektúra, 1992. július 7. –) japán válogatott labdarúgó.

## Klub
A labdarúgást az Urawa Reds csapatában kezdte. 29 bajnoki mérkőzésen lépett pályára. 2015-ben az AC Nagano Parceiro csapatához szerződött.

## Nemzeti válogatott
A japán U20-as válogatott tagjaként részt vett a 2012-es U20-as világbajnokságon.
2017-ben debütált a japán válogatottban. A japán válogatottban 1 mérkőzést játszott.

## Statisztika
| Japán válogatott | Japán válogatott | Japán válogatott |
| Időszak          | Mérk.            | gól              |
| ---------------- | ---------------- | ---------------- |
| 2017             | 1                | 0                |
| Összesen         | 1                | 0                |

## Sikerei, díjai
Japán válogatott
- U20-as világbajnokság:  Bronz; 2012

Klub
- Japán bajnokság: 2014